# Секс-відео
Секс-відео (англ. Sex Tape) — американська комедія 2014 режисера і сценариста Джейка Кездана за участю Кемерон Діас і Джейсона Сіґела. Світова прем'єра фільму відбулась 18 липня 2014 року, в Україні — 24 липня.

## Сюжет
Коли Джей та Енні Гарґроу тільки почали зустрічатися, їх стосунки були досить насиченими, але 10 років спільного життя і двоє дітей збавили романтики. Щоб знову розпалити вогонь кохання, вони вирішують зняти на відео, як вони пробують кожну існуючу позицію в сексі. Енні просить Джея видалити запис, який можуть побачити ті, кому вони дарували планшети. Після невдалої спроби отримати відео з «хмари», вони вирушають на пошуки планшетів, що призводить до цілої низки незручностей та близьких зв'язків.
Після збору планшетів та видалення відео, син їхнього друга загрожує завантажити копію секс-відео на YouPorn, якщо йому не заплатять 25 тисяч доларів. Намагаючись отримати гроші, Джей та Енні вриваються до штаб-квартири і починають знищувати їхні сервери. Однак їм не вдається здійснити план, коли звучить сигнал тривоги. Власник сайту та його поплічники вимагають відшкодування збитків у розмірі 15 тисяч доларів, аби не виклика́ти поліцію. Він також видаляє своє відео і пояснює, що для того, щоб видалити запис, треба надіслати електронною поштою запит на видалення. Після видалення всіх копій відео, крім однієї, Джей та Енні вирішують самі подивитися цей запис. Після перегляду вони розбивають флешку, спалюють її та закопують у землю.

## В ролях
| Актор            | Роль                     |
| ---------------- | ------------------------ |
| Кемерон Діас     | Енні                     |
| Джейсон Сіґел    | Джей                     |
| Роб Лоу          | Хенк                     |
| Джолін Блелок    | Каталіна                 |
| Нат Факсон       | Макс                     |
| Ненсі Ленехан    | Лінда                    |
| Еллі Кемпер      | Тесс                     |
| Роб Кордрі       | Боббі                    |
| Рендалл Парк     | Едвард                   |
| Мелісса Паоло    | Розі                     |
| Гаррісон Хольцер | Ховард син Енні та Джея  |
| Жизель Ейзенбрег | Нелл донька Енні та Джея |
| Джек Блек        | власник YouPorn          |

## Цікаві факти
- Після фільму «Училка» — це друга спільна робота Кемерон Діаз і Джейсона Сіґела з режисером Джейком Кезданом.

## Знімання
Зйомки фільму почалися 12 вересня 2013 а в Ньютоні штат Массачусетс.